# Katedra w Oslo
Katedra w Oslo (norw. Oslo domkirke) – katedra luterańska w centrum Oslo, stolicy Norwegii. 

## Historia
Budowę pierwszej katedry w tym miejscu rozpoczął w XII wieku król Sigurd I Krzyżowiec. Kościołowi nadano wezwanie św. Hallvarda. W 1624 roku król Chrystian IV Oldenburg postanowił przesunąć miasto na zachód, bliżej twierdzy Akershus. Wzniesioną w nowym mieście świątynię konsekrowano w 1639 i nadano jej imię Świętej Trójcy. Niespełna 50 lat po jej wzniesieniu świątynia spłonęła. Budowę obecnej świątyni zakończono w 1697, podczas budowy użyto kamienia z dwóch starszych katedr oraz cegieł sprowadzonych z Holandii. Oryginalnie była ona dużo skromniejsza niż obecnie, a wieża była znacznie niższa i nie miała iglicy. 
Została wybudowana w stylu barokowym. W katedrze odbywają się koronacje i śluby królów norweskich. Mieści się przy placu Stortorvet. Z powodu remontu kościół był zamknięty od sierpnia 2006 roku do uroczystego otwarcia 18 kwietnia 2010 roku.